# Carlo Alberto Castigliano
Carlo Alberto Castigliano (Asti, 8 de novembro de 1847 — Milão, 25 de outubro de 1884) foi um engenheiro e matemático italiano. 
Castigliano formulou um teorema aplicável na mecânica dos sólidos, o Teorema de Castigliano, utilizado para a determinação dos deslocamentos em pontos predeterminados de sistemas estaticamente indeterminados. 

## Teorema de Castigliano
"A derivada parcial do trabalho das forças internas em relação a uma força atuante fornece o deslocamento corresponde à força considerada na direção de ação da força em questão."